# Gerhard Auer
Gerhard Auer (Tepl, 29 giugno 1943 – Rodalben, 21 settembre 2019) è stato un canottiere tedesco.

## Palmarès

### Olimpiadi
- 1 medaglia:
  - 1 oro (Monaco di Baviera 1972 nel quattro con)

### Mondiali
- 1 medaglia:
  - 1 oro (St. Catharines 1970 nel quattro con)

### Europei
- 2 medaglie:
  - 2 ori (Klagenfurt 1969 nel quattro con; Copenaghen 1971 nel quattro con)